# Транспорт в Исландии

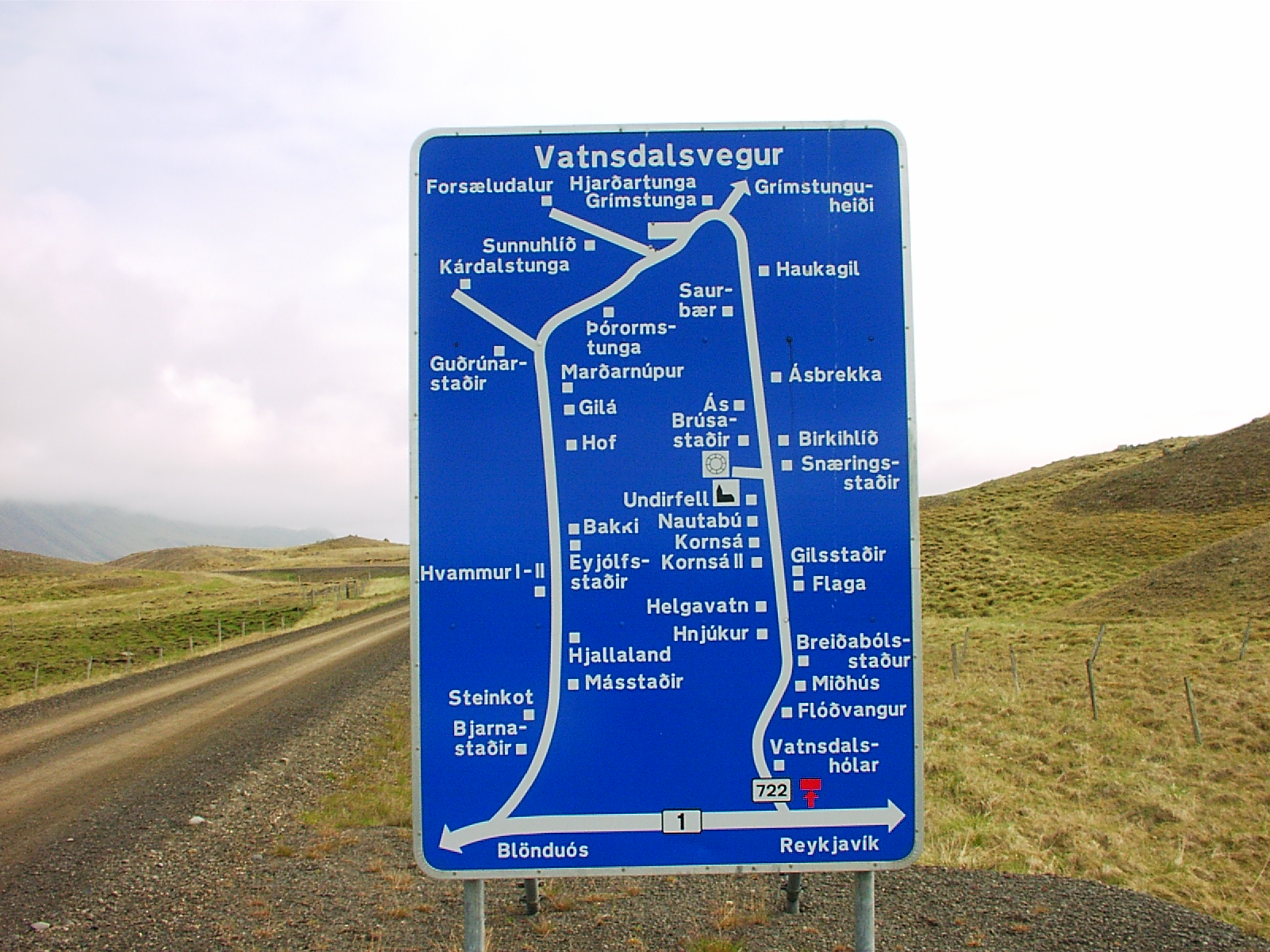
Типичный исландский дорожный указатель

Транспорт в Исландии представлен автобусами, легковыми и грузовыми автомобилями, морскими судами и самолётами. 
Железнодорожный транспорт давно прекратил функционировать.

## Автомобильный транспорт

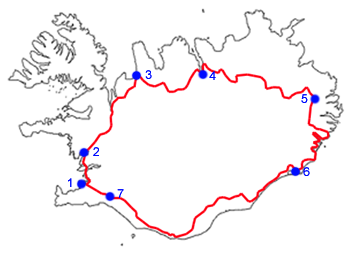
Карта кольцевой дороги Хрингвегюр, которая проходит через (1) Рейкьявик; (2) Боргарнес; (3) Блёндюоус; (4) Акюрейри; (5) Эйильсстадир; (6) Хёбн; (7) Сельфосс

Строительство автодорог началось в 1900-е годы.
Во время Первой мировой войны 1914—1918 гг. Исландия оказалась изолированной от Дании, контакты с которой в условиях войны практически полностью прекратились, однако в связи с важным стратегическим положением острова в это же время активизировалось торгово-экономическое и иное сотрудничество с Британской империей и США. В результате были вложены средства в развитие транспортной инфраструктуры на острове.
После начала Второй мировой войны и оккупации Дании немецкими войсками 9 апреля 1940 года положение Исландии осложнилось.
10 апреля 1940 года альтинг выступил с заявлением, что датский король Кристиан X больше не в состоянии исполнять свои конституционные обязанности на территории Исландии и передал их правительству Исландии. Исландия стала независимым государством. В это время население острова составляло 113 тыс. человек, также здесь имелось некоторое количество рыболовных судов и до 2 тыс. автомашин.
10 мая 1940 года на остров высадились английские войска.
В июле 1941 правительство США заключило с Исландией соглашение «об обороне Исландии в течение войны», по которому английские части в Исландии заменялись американскими. В дальнейшем на острове началось расширение транспортной инфраструктуры в соответствии с потребностями войск Антигитлеровской коалиции.
После окончания войны войска и военные базы США остались на острове, в условиях начавшейся «холодной войны» расширение транспортной инфраструктуры было продолжено (в том числе, за счёт иностранных инвестиций и в военных целях).
В 1948 году Исландия была включена в план Маршалла.
4 апреля 1949 года стала членом военно-политического блока НАТО.
В 1962 году в стране имелось 26 тыс. автомашин и мотоциклов, а также 30 тыс. лошадей.
26 мая 1968 года в стране ввели правостороннее движение. В 1971 году длина автомобильных дорог составляла свыше 10 тыс. км, в стране имелось 54,7 тыс. автомашин.
С 1980-х гг. сеть автодорог была существенно расширена.
В 2006 году протяжённость дорог с твёрдым покрытием составляла 13 038 км (в основном в прибрежной части острова), во внутренних районах острова имелись только грунтовые дороги. В стране насчитывалось 197,3 тыс. легковых автомобилей, 25,5 тыс. грузовиков, 1,9 тыс. автобусов и 4,2 тыс. мотоциклов.
В дальнейшем, большое распространение получили автобусы, работающие на метане и водородном топливе[уточнить].

## Воздушный транспорт

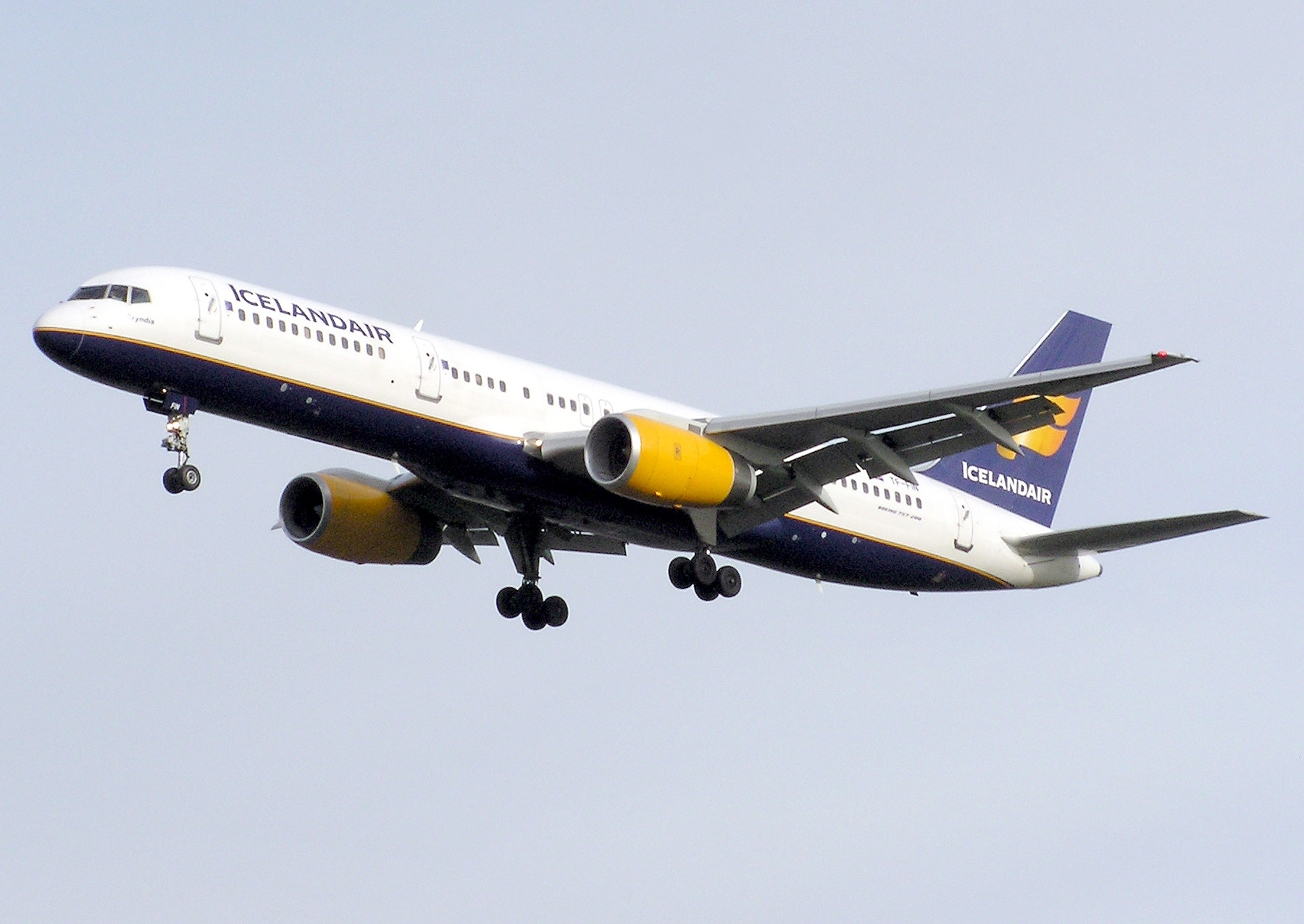
Боинг 757-200 авиакомпании Icelandair

Междугородние и международные перевозки осуществляются в основном авиационным и морским (в том числе каботажным) транспортом. Национальная авиакомпания Icelandair (или «Флюглейдир») является одним из крупнейших работодателей страны. До 1979 года это были две компании — «Флюгфеланд Исландс» и «Лофтлейдир». «Флюгфелаг Исландс» обслуживала внутренние рейсы и связывала Исландию с Великобританией, скандинавскими странами и материковой Европой. Компания «Лофтлейдир» совершала полёты в США, скандинавские страны, Великобританию и Люксембург.
Всего по данным на 2013 год в Исландии 96 аэродромов. Из них: аэродромы с твёрдым покрытием взлётно-посадочных полос — 7 (одна — свыше 3047 м, три — от 1524 м до 2437 м, три — от 914 м до 1523 м); аэродромы с грунтовыми взлётно-посадочными полосами — 89 (три — от 1524 м до 2437 м, 26 — от 914 м до 1523 м, 60 — короче 914 м). Имеются два международных аэропорта: Рейкьявик и Кеблавик.

## Морской транспорт
Важнейшие морские порты: Акюрейри, Рёйвархёбн, Сейдисфьордюр, Рейдарфьордюр, Хёбн, Вестманнаэйяр, Торлауксхёбн, Кеблавик, Страумсвик, Рейкьявик, Исафьордюр.
Общее водоизмещение торговых судов 192 тыс. т. В стране действуют три крупные компании — Исландская пароходная, Государственная судоходная и Кооперативная судоходная. Пароходы и моторные суда регулярно курсируют между прибрежными городами и посёлками. Поддерживается морское сообщение с США, Великобританией, Германией, Данией и Норвегией.
Торговый флот — 2 грузопассажирских корабля, также суда, зарегистрированные в других странах — 37 (Антигуа и Барбуда — 12, Багамские острова — 1, Белиз — 2, Дания — 2, Фарерские острова — 1, Гибралтар — 1, Мальта — 5, Маршалловы Острова — 3, Норвегия — 3, Сент-Винсент и Гренадины — 7).